# Owaldo Araque Valero
Owaldo Enrique Araque Valero (Chiguará, 21 de mayo de 1964) es un eclesiástico católico venezolano. Es el actual obispo de Guanare, desde abril de 2023, y desde el 8 de diciembre de 2023 administrador apostólico de la Arquidiócesis de Barquisimeto.

## Biografía
Oswaldo Enrique nació el 21 de mayo de 1964, en la localidad venezolana de Chiguará.
Realizó su formación primaria en El Vigía, y la secundaria, en el Liceo de Barquisimeto, de esa misma ciudad.
Realizó sus estudios eclesiásticos (1988-1995), en el Seminario Mayor de Barquisimeto.
En 2002, obtuvo la licenciatura en Derecho canónico, en la Pontificia Universidad Lateranense.
Tras realizar estudios en la Universidad Católica Santa Rosa, en 2018, obtuvo la licenciatura en Filosofía y Teología.
Es miembro de la asociación de Fieles “Comunidad Misionera Alegría y Esperanza”.

### Sacerdocio
Su ordenación sacerdotal fue el 5 de julio de 1995, incardinándose en la arquidiócesis de Barquisimeto.
Como sacerdote desempeñó los siguientes ministerios:
- Vicario parroquial de San Pedro, en Barinitas; asesor espiritual de la Asociación privada de Fieles de Alegría y Esperanza; capellán del Liceo Militar José Antonio Páez, en Barinitas (1995-1998).[5]
- Párroco de la Sagrada Familia de Nazaret, en El Tostao (1998-1999).
- Párroco de la Divina Misericordia, en Tarabana-Cabudare; ecónomo de los Seminarios de Barquisimeto y profesor en el Seminario Mayor (1999-2002).[1]
- Asesor de la Pastoral Juvenil arquidiocesana (2001-2002).
- Vicario episcopal territorial de la Vicaría "Ntra. Sra. de Lourdes" y vicario episcopal para el Clero (2005-2007).[5]
- Vicario judicial y párroco de la Sagrada Familia de Nazaret, en El Tostao (2005-2022).
- Vicario general (2008-2023).[4]
- Miembro del Colegio de Consultores (2008-2023).
- Párroco de San Pedro, en Barquisimeto (2022-2023).

### Episcopado
El 12 de abril de 2023, el papa Francisco lo nombró obispo de Guanare. Fue consagrado el 1 de julio del mismo año, en la Basílica de Nuestra Señora de Coromoto, a manos del obispo Víctor Hugo Basabe. Tomó posesión el mismo día de su ordenación. Esta ceremonia marcó un hecho histórico al ser la primera ordenación de un obispo en la diócesis. 